# هبة (اسم)
هِبَة اسم علم أصله عربي مؤنث، من صيغة الفعل وهبَ. ويعني حسب المعاجم العطية، الهدية والهبة. وقد ورد أصل معنى اسم هبة في القرآن الكريم في إحدى الآيات مثل: ﴿رَبِّ هَبْ لِي مِنَ الصَّالِحِينَ ۝١٠٠﴾ [الصافات:100] ﴿وَوَهَبْنَا لَهُ مِنْ رَحْمَتِنَا أَخَاهُ هَارُونَ نَبِيًّا ۝٥٣﴾ [مريم:53].